# Dům Hroznová č.p. 322/8
Měšťanský dům Hroznová č.p. 322/8 v městské památkové rezervaci v Českých Budějovicích je kulturní památkou České republiky.
Dům pochází z poloviny 15. století, má gotické jádro. V 1. polovině 16. století byl renesančně upraven; z tohoto období pochází trámový strop s prkenným záklopem, který je v 1. poschodí. Dále byl stavebně upraven v baroku a v klasicismu. Z klasicistního období pochází průčelí domu, které má atikové patro. Poslední stavební úprava domu proběhla v 2. polovině 20. století. Dům má v přízemí a ve sklepení historické valené klenby s výsečemi.
V domě sídlí českobudějovické studentské univerzitní divadlo. V 1. patře jsou restaurační prostory.

## Galerie

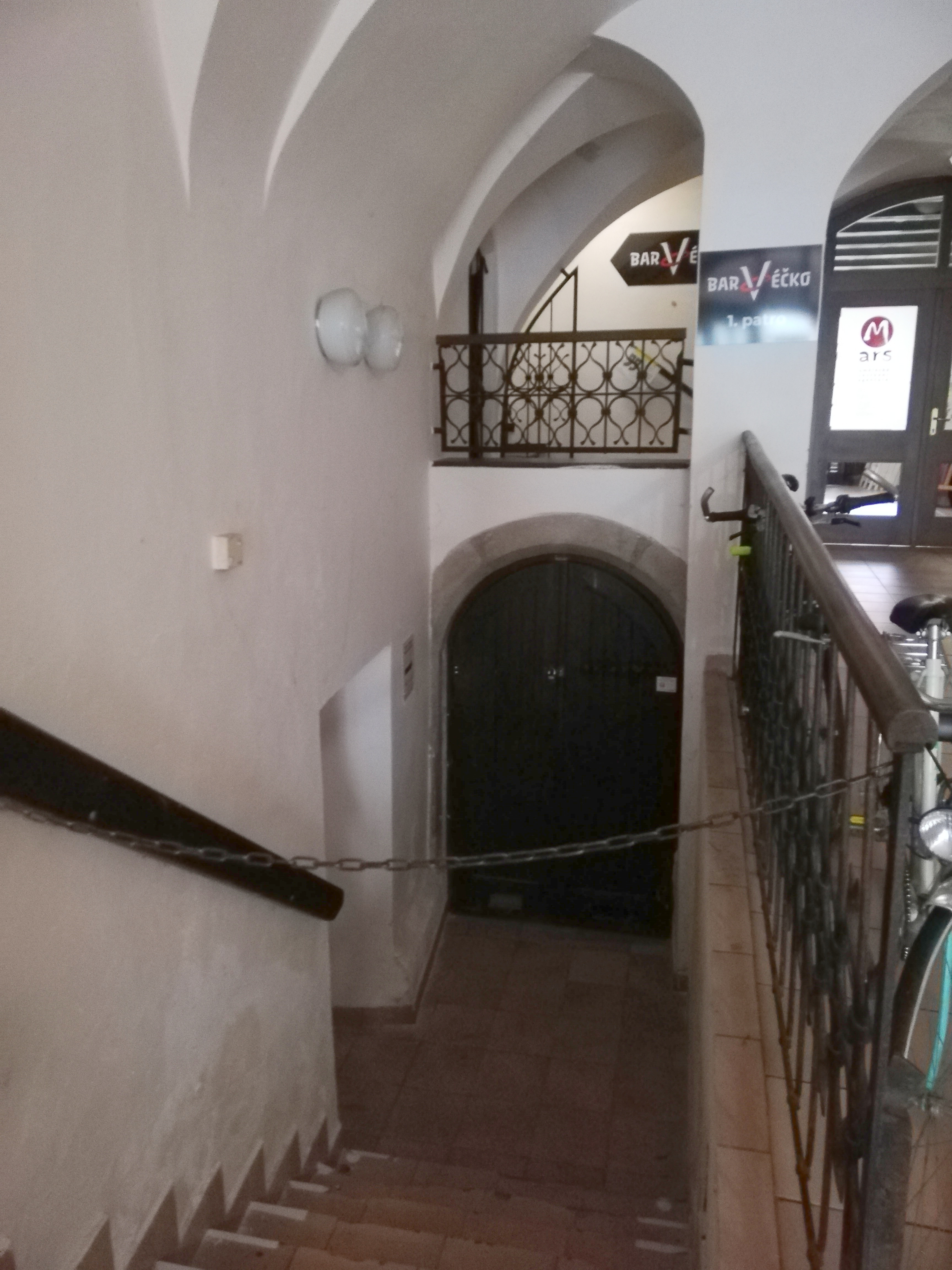
Vstup do sklepních prostor
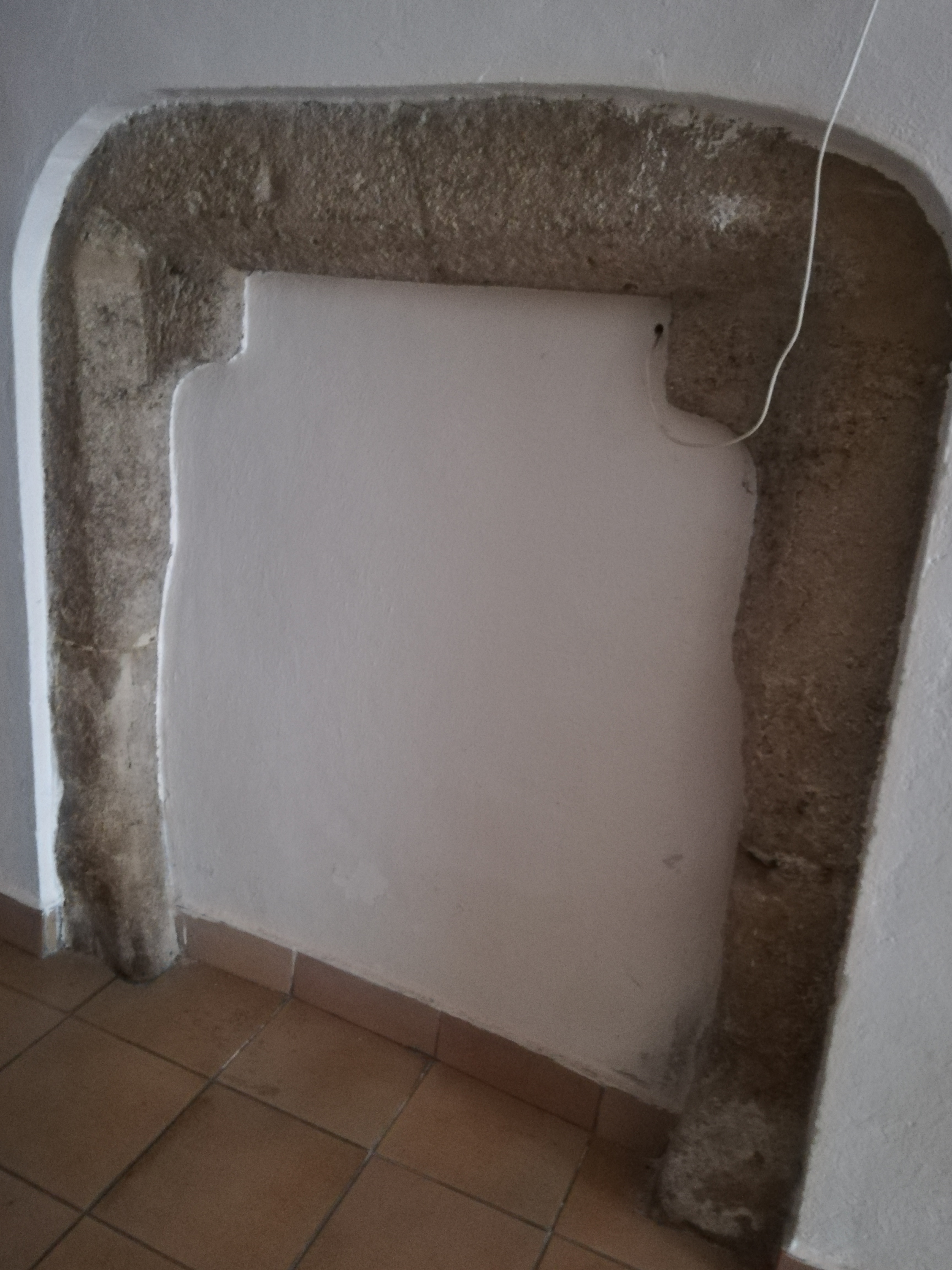
Gotický portálek z poloviny 15. století v přízemí domu
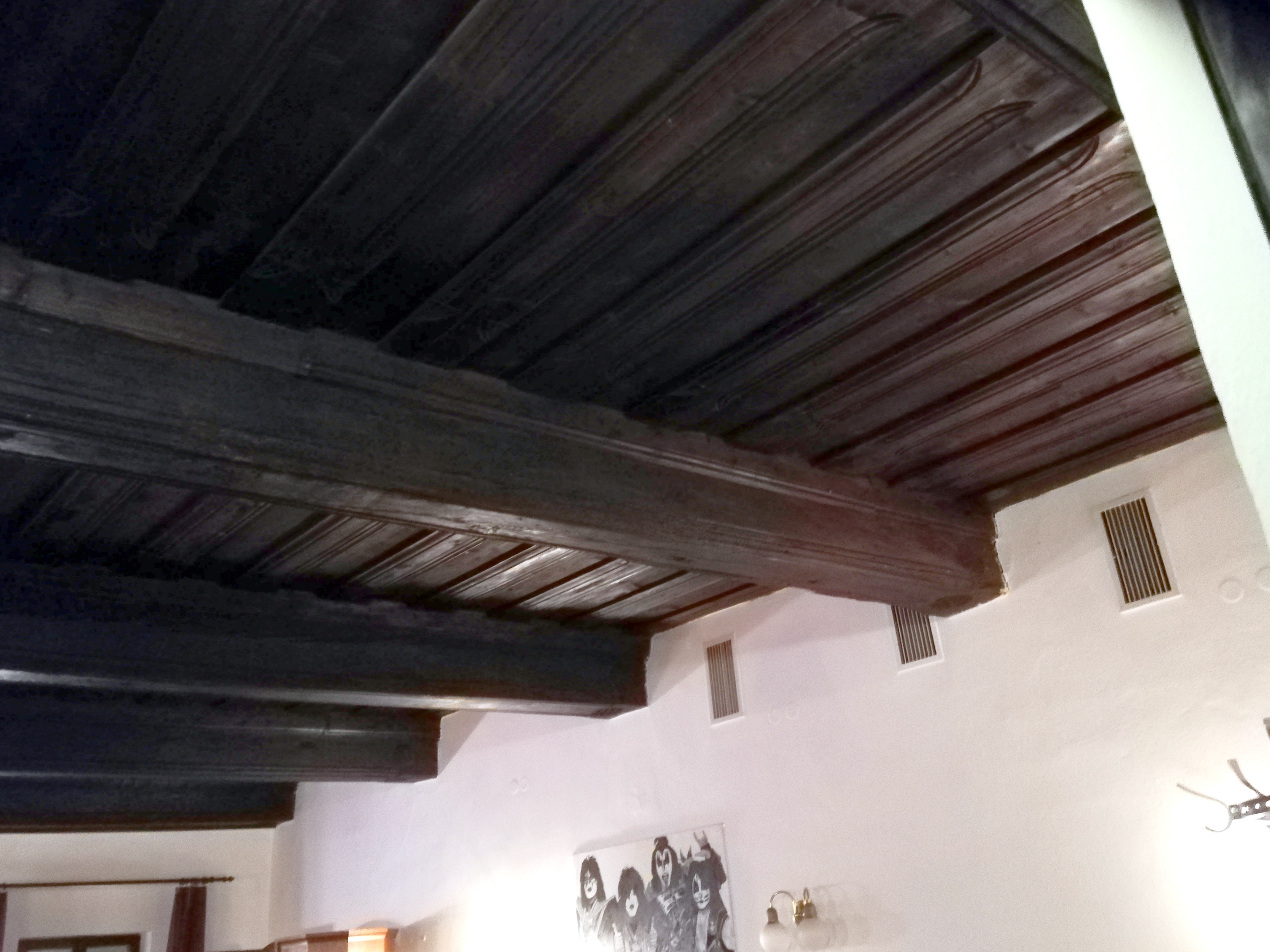
Renesanční trámový strop v 1. pochodí